# Джефри Арчър
Джефри Арчър (на английски: Jeffrey Archer) е английски писател, най-вече на криминални романи, актьор и бивш британски политик.

## Биография
Бил е заместник-председател на Консервативната партия. През 1992 г. става член на Камарата на лордовете в британския парламент.
Прочут е със своите романи.
Джефри Арчър е женен за Мери Арчър, която е учен.

## Произведения

### Самостоятелни романи
- Not A Penny More, Not A Penny Less (1976)
Нито пени повече, нито пени по-малко, изд.: ИК „Бард“, София (2001), прев. Емилия Масларова
- First Among Equals (1984)
Пръв между равни, изд. „Музика“ (1995), изд.: ИК „Бард“, София (2002), прев. Мария Мандаджиева
- A Matter of Honour (1986)
Въпрос на чест, изд. „Лебед“ (1994), прев. Силвия Димитрова
- As the Crow Flies (1991)
Търговецът, изд.: ИК „Бард“, София (2003), прев. Емилия Масларова
- Honour Among Thieves (1993)
Въпрос на чест ((Крадец на крадците), изд.: ИК „Бард“, София (2000), прев. Иван Златарски
- The Fourth Estate (1996)
Четвъртата власт, изд.: ИК „Бард“, София (2001), прев. Крум Бъчваров
- The Eleventh Commandment (1998)
Професионалистът, изд.: ИК „Бард“, София (1999), прев. Мария Ракъджиева
- Sons of Fortune (2002)
Синове на съдбата, изд.: ИК „Бард“, София (2003), прев. Емилия Масларова
- False Impression (2005)
Аферата Ван Гог, изд.: ИК „Бард“, София (2006), прев. Теодора Давидова
- A Prisoner of Birth (2008)
Затворник по рождение, изд.: ИК „Бард“, София (2008), прев. Теодора Давидова
- Paths of Glory (2009)
Пътеки на славата, изд.: ИК „Бард“, София (2009), прев. Венцислав Божилов
- Heads You Win (2018)
Ези печели, изд.: ИК „Бард“, София (2016), прев. Венцислав Божилов

### Серия „Каин и Авел“ (Kane & Abel)
1. Kane & Abel (1979)
Каин и Авел, изд.: „Делфин прес“, Бургас (1993), изд.: ИК „Бард“, София (2002), прев. Емилия Масларова.
2. The Prodigal Daughter (1982)
Блудната дъщеря, изд.: ИК „Бард“, София (2004), прев. Венцислав Божилов
3. Shall We Tell the President? (1977)
Заговорът, изд. „Гея“ (1995), изд.: ИК „Бард“, София (2004), прев. Милко Стоименов

### Серия „Година на разказите“ (Year of Short Stories)
1. The Grass Is Always Greener (2000)
2. Cheap at Half the Price (2011)
3. Christina Rosenthal (2011)
4. Clean Sweep Ignatius (2011)
5. The Queen's Birthday Telegram (2011)
6. In the Eye of the Beholder (2011)
7. No Room at the Inn (2011)
8. One Man's Meat (2011)
9. The Endgame (2017)
10. Caste-Off (2018)
11. Charity Begins at Home (2018)
12. High Heels (2018)

### Серия „Хрониките на Клифтън“ (Clifton Chronicles)
1. Only Time Will Tell (2011)
Времето ще покаже, изд.: ИК „Бард“, София (2011), прев. Венцислав Божилов
2. The Sins of the Father (2012)
Греховете на бащата, изд.: ИК „Бард“, София (2012), прев. Венцислав Божилов
3. Best Kept Secret (2013)
Най-добре да си остане тайна, изд.: ИК „Бард“, София (2013), прев. Венцислав Божилов
4. Be Careful What You Wish For (2014)
Внимавай какво си пожелаваш, изд.: ИК „Бард“, София (2014), прев. Венцислав Божилов
5. Mightier Than the Sword (2015)
По-силно от меча, изд.: ИК „Бард“, София (2015), прев. Венцислав Божилов
6. Cometh the Hour (2016)
Иде часът, изд.: ИК „Бард“, София (2016), прев. Венцислав Божилов
7. This Was a Man (2016)
Той бе човек, изд.: ИК „Бард“, София (2016), прев. Венцислав Божилов

### Серия „Детектив Уилям Уоруик“ (William Warwick Chronicle)
1. Nothing Ventured (2019)
Риск печели, риск губи, изд.: ИК „Бард“, София (2020), прев. Иван Иванов
2. Hidden in Plain Sight (2020)
Скрито пред очите ти, изд.: ИК „Бард“, София (2020), прев. Илиян Иванов
3. Turn a Blind Eye (2021)

### Новели
- Stuck on You (2010)
- Never Stop on the Motorway (2011)
- It Can't be October Already (2017)
- A Wasted Hour (2017)

### Пиеси
- Willy and the Killer Kipper (1981)
- Beyond Reasonable Doubt (1989)
- The Accused (2000)
- The Perfect Murder (2001) – с Хю Джейнс

### Сборници
- A Quiver Full of Arrows (1980)
Колчан, пълен със стрели, изд.: ИК „Бард“, София (2007), прев. Людмила Левкова
- A Twist in the Tale (1988)
Шах и мат, изд.: ИК „Бард“, София (2008), прев. Tеодора Божилчева
- The Play's the Thing (1990)
- Twelve Red Herrings (1994)
12 клопки: Отмъщението на годината, изд.: ИК „Бард“, София (2005), прев. Цветана Генчева
- The Collected Short Stories (1997)
- The Expert Witness and Other Stories (2000)
- The Grass Is Always Greener and Other Stories (2000)
- To Cut a Long Story Short (2000)
Тревата там е по-зелена..., изд.: ИК „Бард“, София (2001), прев. Емилия Масларова
- A Collection of Short Stories (2000)
- Cat O' Nine Tales (2006)
Соломоново решение, изд.: ИК „Бард“, София (2008), прев. Теодора Давидова
- Word Play (2007)
- And Thereby Hangs A Tale (2010)
Не бягай от съдбата си, изд.: ИК „Бард“, София (2010), прев. Елена Кодинова
- The New Collected Short Stories (2011)
- Tell Tale (2017)
Рогоносецът, изд.: ИК „Бард“, София (2018), прев. Милко Стоименов
- The Short, the Long and the Tall (2020)

### Документалистика
- The Gospel According to Judas (2007) – с Франк Молони

#### Серия „Затворнически дневник“ (Prison Diary)
1. Hell (2002)
2. Purgatory (2003)
3. Heaven (2004)